# Jean-Pierre Buffi
Jean-Pierre Buffi est un architecte franco-italien né à Florence en 1937.

## Biographie
Il est diplômé de la Faculté d'architecture de Florence. Il quitte l'Italie en 1964, et part vivre à Paris pour travailler avec l'architecte Jean Prouvé.
Il fonde en 1979, avec Marianne Buffi, une agence d'architecture et d'urbanisme. L'agence devient Buffi Associés en 1995. Jean-Pierre Buffi a été responsable de nombreux projets architecturaux, notamment la construction des sièges d'IBM à Lille et à Bordeaux, les Collines de la Défense ou encore le Front de Parc de Bercy à Paris,.

## Projets
- 1997 : Université du Vaucluse, Avignon.
- 1998 : Faculté de médecine-pharmacie, Rouen.
- 1998 : Stade Vélodrome[8],[9], Marseille.
- 2000 : Siège de Sanofi-Aventis, Paris.
- 2004 : Médiathèque José Cabanis, Toulouse.
- 2004 : Musée national de Préhistoire[10], Les Eyzies.
- 2007 : Grand Bazar de Lyon[11].
- 2008 : Centrale thermique IRIDE, Turin.
- 2013 : Immeuble Le Cinq[12], Bordeaux.
- 2016 : Cinéma Gaumont Convention[13],[14], Paris.